# (23675) Zabinski
(23675) Zabinski est un astéroïde de la ceinture principale.

## Description
(23675) Zabinski est un astéroïde de la ceinture principale. Il fut découvert le 6 avril 1997 à Socorro (Nouveau-Mexique) par le projet LINEAR. Il présente une orbite caractérisée par un demi-grand axe de 2,58 UA, une excentricité de 0,06 et une inclinaison de 15,0° par rapport à l'écliptique.

## Compléments